# André Mellé
André Mellé, ou encore Andraeas Melleus, Lavallensis, Pareneus Tremulanis (c'est-à-dire né au village du Tremblais en Parné-sur-Roc au comté de Laval), est un médecin et poète français du XVIIe siècle.

## Biographie

### Professeur
Il avait d'abord professé pendant cinq ans au Collège du Plessis, en l'université de Paris, puis rempli les fonctions de préfet dans le même collège. 

### Procureur de la Nation de France
Lorsqu'il fallut remplacer Charles Gilmerius, le rapporteur, Mathieu Bardoul, proposa de nommer son compatriote Mellé procureur de la nation de France le 10 février 1586.
Il était d'usage que le procureur choisisse une devise ; Mellé en prit deux : Non melle (mel) nisi apibusy et Nemo justus esse poiest quimortem, quidolorem qui exilium, qui egestatem timet ; aut qui his contraria œquitali anteponit..
Il est prorogé pour deux mois le 9 avril.  Il ne pouvait être qu'une fois prorogé. À l'expiration de ses fonctions, il rendit aux cinq tribus de la Nation ses comptes de gestion qui furent approuvés. Marcellin Cordier (Corderius) lui succéda.
Son administration fut marquée :
- Par la mort de Me Philibert, avocat de l'Université auprès du Parlement, remplacé par Me Gaultier ;
- de concert avec le recteur Jean Filesac, à la résolution de la Question du grenier au parchemin de l'Université de Paris ;
- et par l'expulsion du fameux italien de Nola, Giordano Bruno, qui avait attaqué Aristote par un grand nombre de propositions indigestes.

### Retour à Laval
Il revint à Laval, s'y établit avec le titre de docteur de la faculté de médecine de Paris, épousa en 1602 Rénée de Torchard, qui lui apporta en dot la Haute-Chasserie d'Izé, et fut au surplus poète et chroniqueur.
Il eut même à ce titre une mésaventure. Claude de Meaulne, seigneur de Rouessé, pour satisfaire à la curiosité dudit Mellé qui se plaist à la recherche des antiquités de ce pays, et pour s'accommoder à son intention, lui auroit non seulement fait prest mais de plus permis d'emporter jusqu'en sa maison le testament de Guy VII de Laval écrit de caractères antiques, garni de neuf sceaux pendants, et daté de Lyon, 1265. Mellé montra cette pièce à Maître Annibal de Farcy, procureur fiscal du comté, qui s'en empara et fut obligé par sentence du juge des exempts, du 9 août 1614, de le rendre au sieur de Meaulne, intéressé à la conserver comme preuve de ses alliances. André Mellé paya les dépens.
Jacques Le Blanc de la Vignolle cite plusieurs fois ce médecin chroniqueur qui, au dire de La Croix du Maine (t. I, p. 20), aurait écrit plusieurs poèmes françois, soit cantiques ou noëls, traductions de poëtes, sonnets de son invention, desquels il y en a, dit-il, quelques-uns d'imprimés.

## Sources partielles
: document utilisé comme source pour la rédaction de cet article..
- « André Mellé », dans Alphonse-Victor Angot et Ferdinand Gaugain, Dictionnaire historique, topographique et biographique de la Mayenne, Laval, A. Goupil, 1900-1910 [détail des éditions] (BNF 34106789, présentation en ligne)
- Paul Delaunay, Vieux médecins mayennais